# Medi 1 TV
Medi 1 TV is een Marokkaanse commerciële omroep die uitzendt vanuit Tanger maar gericht is op alle Maghreblanden. Medi 1 TV bestaat sinds 1 december 2006 en zendt momenteel  uit via de Marokkaanse ether, kabel en digitale televisie en internationaal via de satellietpositie Hot Bird.

## Geschiedenis
De toentertijd geheten Medi 1 Sat was opgezet door de Franse en Marokkaanse overheid om de Franstalige, Marokkaanse en Maghrebijnse culturen te bevorderen. De zender is tweetalig en was eerst een nieuwszender: Elk heel uur een Arabisch bulletin en elk half uur een Frans bulletin. De meeste nieuwsuitzendingen bestaan bijna voornamelijk uit internationale, Marokkaanse en Algerijnse regionaal Maghreb nieuws. Tussen de nieuwsuitzendingen door worden onder andere documentaires en praatprogrammas uitgezonden.

## Hedendaags
Tegenwoordig is Medi 1 grotendeels los van de overheid en is hedendaags een commerciële familiezender en concurreert met Al Aoula en 2M. Medi 1 TV onderscheidt zichzelf door de eerste Marokkaanse tv-zender te zijn die ook in HD uitzendt. Hedendaags zendt Medi 1 TV naast documentaires en nieuws ook internationaal bekende series, films en uitzendrechten van wedstrijden van Marokkaanse eredivisie.
Medi 1 TV is geen onderdeel van de Marokkaanse publieke omroep maar een commerciële zender. Het oprichtingskapitaal van 15 miljoen euro werd voor 56% door Marokkaanse aandeelhouders (Maroc Telecom en CDG) en voor 30% door Franse aandeelhouders (Compagnie Internationale de Radio Télévision) bijeengebracht. De resterende 14% is in handen van Medi 1, een commerciële Marokkaanse radiozender die actief is geweest bij de initiële plannen voor de oprichting.